# Боровицкая площадь
Борови́цкая площадь (до 1956 года — площадь Борови́цких воро́т) — одна из центральных площадей Москвы напротив Боровицких ворот Кремля между Большим Каменным мостом, Манежной улицей, Волхонкой, Моховой и Знаменкой. Расположена в Тверском районе и районе Хамовники.

## Происхождение названия
Названа по прилегающим к ней Боровицким воротам в Боровицкой башне Кремля. До 1956 года именовалась площадь Боровицких Ворот.

## История
В начале XVIII века на месте современной площади стояли дворы Никиты Зотова и Афанасия Вяземского. К концу XVIII века здесь находились несколько торговых лавок и дворы церковнослужителей кремлёвских храмов. Площадь как свободное пространство образовалась в конце 1930-х годов после сноса домов в начале Знаменки.

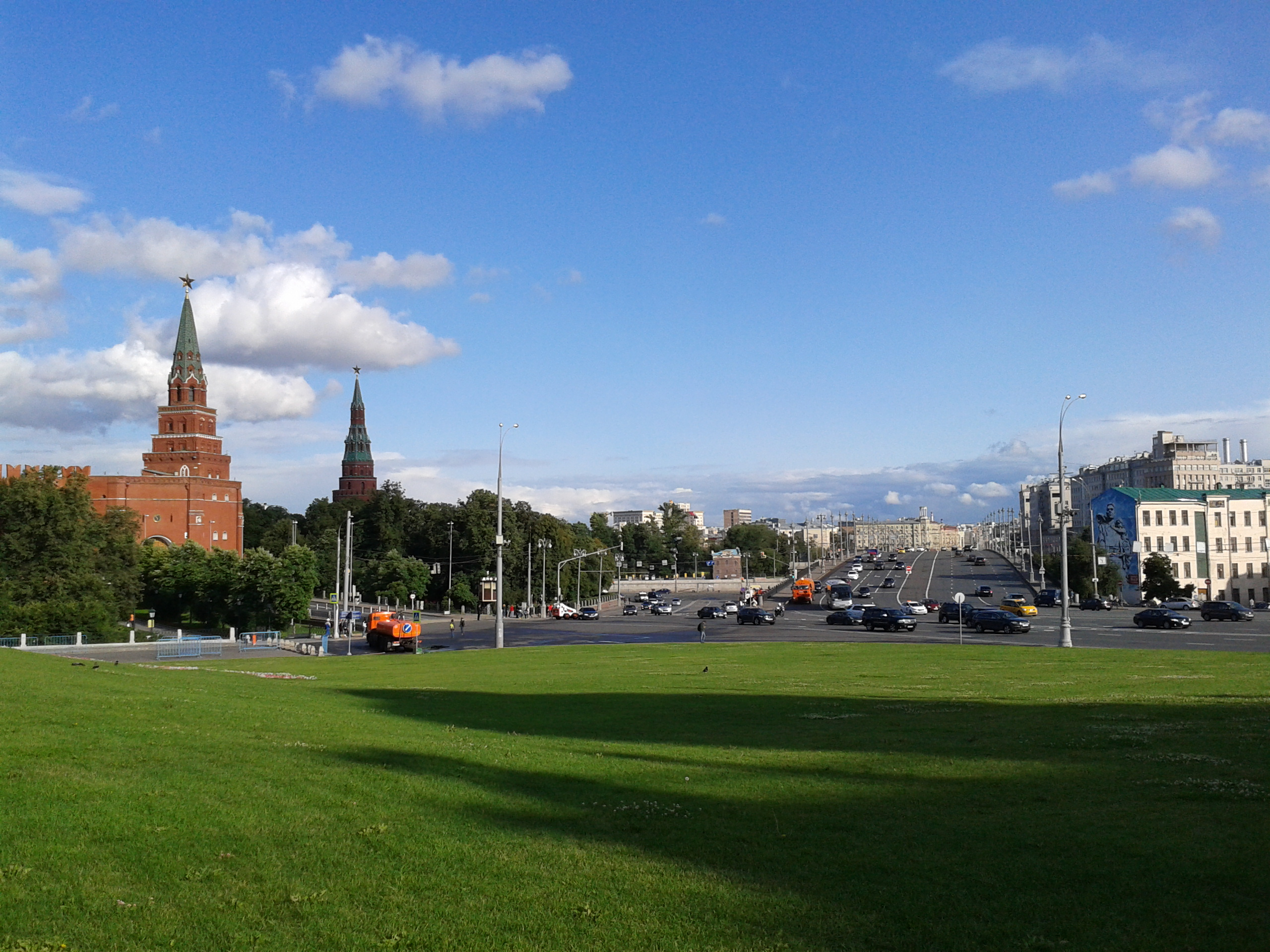
Площадь со стороны «Холма Никсона»

В 2010 году на площади планировалось начать возведение депозитария (хранилища) Государственного историко-культурного музея-заповедника «Московский Кремль» по проекту архитектора В. Колосницына, был огорожен участок для строительства. Так как проект подвергся многочисленной критике (в том числе потому, что площадь находится в охранной зоне Кремля и любые работы, кроме консервационно-реставрационных, здесь законодательно запрещены), его реализация была приостановлена врио мэра Москвы В. И. Ресиным. В то же время генеральный директор музея-заповедника «Московский Кремль» Е. Гагарина заявила, что строительство будет продолжаться.
4 ноября 2016 года на площади состоялось открытие памятника Владимиру Великому работы скульптора Салавата Щербакова — что, вместе с другими строительными работами в охранной зоне Кремля и на его территории и прочими нарушениями, ставит его под угрозу исключения из списка Всемирного наследия ЮНЕСКО.

## Описание
Боровицкая площадь расположена напротив Боровицкой башни Кремля и южной оконечности Александровского сада. На север от неё отходит Моховая улица и параллельная Манежная, с запада выходит Знаменка, с юга — Волхонка и Лебяжий переулок. Моховая и Знаменка, пересекая площадь образуют магистраль, выходящую на Большой Каменный мост, соединяющий левый берег Москвы-реки с Замоскворечьем. Кроме этого, на площадь выходит Боровицкая улица Кремля. С моста есть съезд на Кремлёвскую набережную.

## Транспорт
От улицы Знаменка организовано 4-полосное движение в сторону Замоскворечья, здесь же находится 2-полосный съезд на улицу Волхонка и выезд с неё. Противоположное движение к центру проходит по Моховой улице: 4-полосное движение из Замоскворечья сливается с 3-полосным съездом от Кремлёвской набережной, образуя 7-полосную магистраль. Манежная и Боровицкая улицы для автомобильного движения закрыты.
По площади проходят автобусы м1, м6, 144, н11.